# Józef Nieborowski
Józef Nieborowski, także José Nieborowski (ur. 28 sierpnia 1866 w Bogucicach, zm. 16 listopada 1942 w Boaco) – polski duchowny rzymskokatolicki, misjonarz działający na terenie Ameryki Łacińskiej, paulin.

## Życiorys

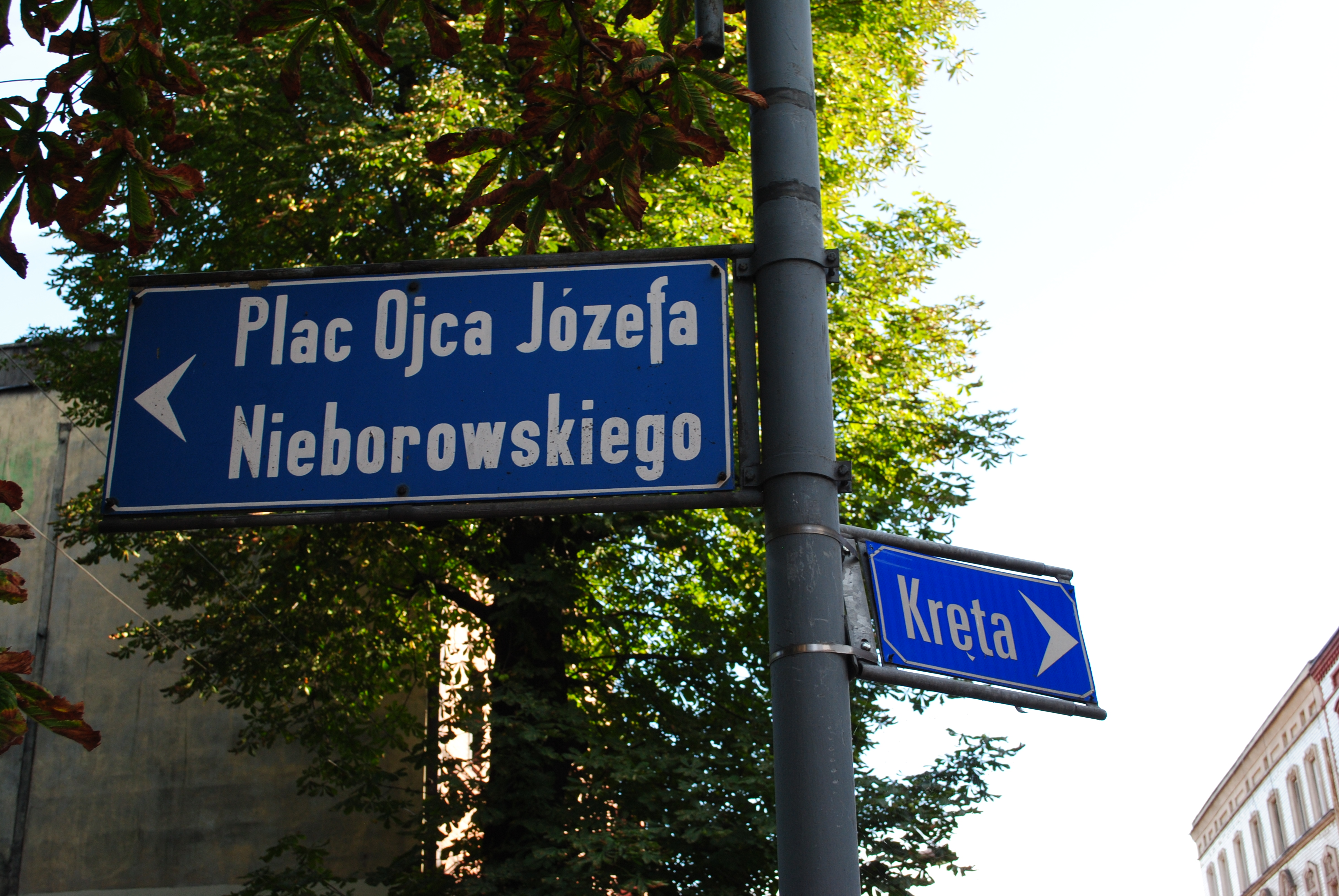
Tabliczka na placu o. Józefa Nieborowskiego w Katowicach (2020)

Urodził się 28 sierpnia 1866 roku w Bogucicach (późniejsza część Katowic) w rodzinie kowala i właściciela kuźni Pawła oraz Anny z domu Ledwoch, pochodzącej z Gliwic. Mając kilkanaście lat, wstąpił do Zgromadzenia Misyjnego św. Pawła i wyjechał do Ameryki Łacińskiej. 27 grudnia 1889 roku przyjął święcenia kapłańskie w katedrze w Portoviejo w Ekwadorze. Był krótko duszpasterzem w Bogocie, skąd wyjechał na studia inżynierskie do Paryża, jednocześnie prowadząc tam działalność duszpasterską pośród tamtejszej młodzieży niemieckiej. Po zakończeniu studiów zaczął pracę misyjną w Kostaryce wśród Indian Térrabas.
Później został rektorem Seminarium Duchownego w Tegucigalpie w Hondurasie, gdzie wprowadził do pracy nowoczesne metody wychowania młodzieży, a także założył czasopismo. Protestując przeciwko zamordowaniu przywódców opozycji w Hondurasie naraził się lokalnym władzom i zmuszono go do wyjazdu z miasta. 
W połowie 1916 roku pojawił się w Nikaragui, gdzie został proboszczem parafii w Boaco. Organizował m.in. zespoły śpiewacze, teatralne i czytelnicze, a mając uprawnienia inżynierskie postawił m.in. nowy kościół, szkołę, szpital, cmentarz i most. W efekcie jego działań Boaco zostało przekształcone w stolicę departamentu. Żyjąc i pracując wśród ludności Ameryki Łacińskiej, zawsze podkreślał swoje polskie korzenie.
Zmarł w Boaco 16 listopada 1942 roku. Tam też został pochowany.

## Życie prywatne
Pochodził z rodziny Pawła i Anny z domu Ledwoch. Miał młodszych braci – Paula i Huberta.

## Upamiętnienie
- Park Jose Nieborowsky w Boaco w Nikaragui[5][8],
- Plac Ojca Józefa Nieborowskiego w Katowicach, na terenie dzielnicy Bogucice[9], położony przy ulicy ks. Leopolda Markiefki[6].

W 1989 roku w Nikaragui obchodzono „Rok Nieborowskiego”. Dodatkowo o jego życiu opowiada książka Czesława Budzyńskiego W masywie Chontales. O. Józef Nieborowski w Boaco, wydana w 1994 roku w Katowicach.